# 히가시쿠로다촌
히가시쿠로다촌(東黒田村)은 일본 시가현 사카타군에 설치되었던 촌이다. 현재의 마이바라시의 동부에 해당한다.